# Росен Кирилов
Росен Кирилов (болг. Росен Кирилов, нар. 4 січня 1973, Видин) — болгарський футболіст, що грав на позиції захисника.
Виступав, зокрема, за клуби ЦСКА (Софія) і «Літекс», а також національну збірну Болгарії, у складі якої був учасником чемпіонату світу 1998 року і чемпіонату Європи 2004 року.
Триразовий чемпіон Болгарії. Дворазовий володар Кубка Болгарії. 

## Клубна кар'єра
У дорослому футболі дебютував 1990 року виступами за команду клубу «Бдин» з рідного Видина.
1991 року молодого перспективного захисника запросило до себе керівництво столичного ЦСКА. Відіграв за армійців з Софії наступні п'ять сезонів своєї ігрової кар'єри. 1992 року виборов титул чемпіона Болгарії.
1996 перейшов до «Літекса», де став частиною команди, яка в сезоні 1997/98 перервала баготорічну гегемонію софійських команд у болгарському чемпіонаті і вперше в історії клубу з Ловеча здобула для нього золоті нагороди першості. Наступного року допоміг «Літексу» захистити чемпіонський титул, після чого 1999 року перебрався до Туреччини, де протягом двох років захищав кольори клубу «Аданаспор».
2001 року повернувся на батьківщину, до «Літекса». Грав за його команду ще протягом 6 сезонів, проте єдиним її трофеєм за ці роки був Кубок Болгарії, здобутий 2004 року. 
Протягом 2007–2008 років грав на Кіпрі за АПОП. А 2008 року перейшов до румунського «Васлуя», в якому провів у чемпіонаті Румунії лише одну гру, після чого завершив професійну ігрову кар'єру.

## Виступи за збірну
1998 року дебютував в офіційних матчах у складі національної збірної Болгарії. Того ж року його було включено до заявки команди для участі у тогорічному чемпіонаті світу у Франції, де він, утім, на поле не виходив.
У складі збірної також був учасником чемпіонату Європи 2004 року в Португалії, де взяв участь у двох стартових матчах групового етапу проти збірних Швеції (0:5) і Данії (0:2), а його команда програла й третю гру у групі і залишила континентальну першість без жодного здобутого очка.
Загалом протягом кар'єри у національній команді, яка тривала 9 років, провів у формі головної команди країни 51 матч.

## Титули і досягнення
- Чемпіон Болгарії (3):

ЦСКА (Софія): 1991-92
«Литекс»: 1997-98, 1998-99
- Володар Кубка Болгарії (2):

ЦСКА (Софія): 1992-93
«Литекс»: 2003-04